# Blaž Božič (filolog)
Blaž Božič, slovenski klasični filolog, pesnik, prevajalec, in glasbenik, * 21. julij 1991, Ljubljana.

## Življenje
Rojen leta 1991 v Ljubljani, je Blaž Božič doslej izdal tri pesniške zbirke. Za zadnjo, mleček, žbunje: grobovi v njem (2022), je prejel Jenkovo nagrado za najboljšo pesniško zbirko zadnjih dveh let.
Trenutno je doktorski študent na  Oddelku za klasično filologijo Filozofske fakultete v Ljubljani, kjer pripravlja disertacijo na temo zadnjega epa antike, Epa o Dionizu Nonosa iz Panopolisa. Aktiven je kot prevajalec iz stare grščine.